# Temamatla
Temamatla è un comune del Messico, situato nello stato di Messico, il cui capoluogo è la località omonima.